# Brug bij Eigenbilzen

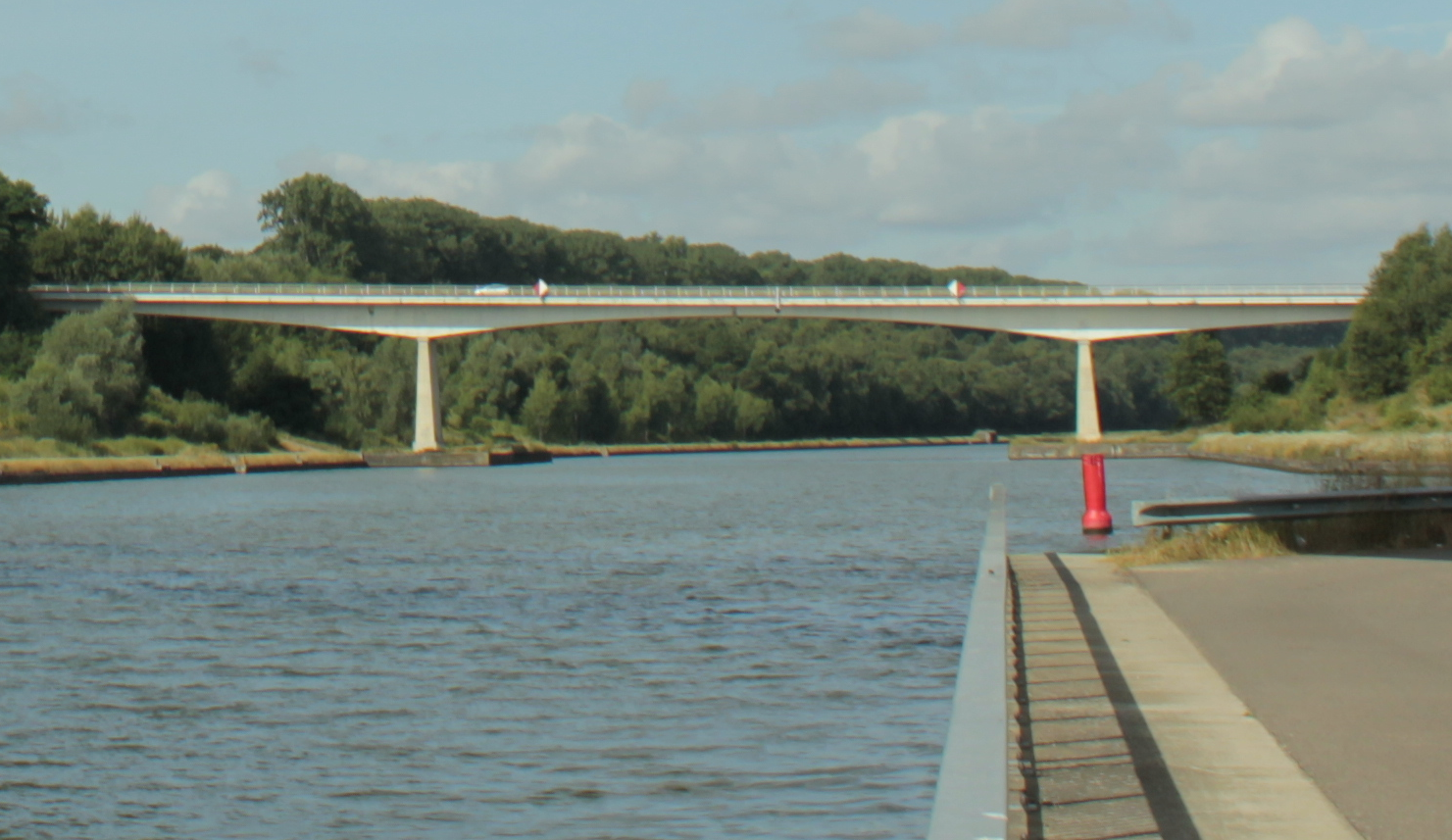
De in 2019 afgebroken brug bij Eigenbilzen

De brug bij Eigenbilzen is een boogbrug over het Albertkanaal nabij Eigenbilzen in de Belgische gemeente Bilzen.
Begin maart 2019 werd de oude kokerbrug bij Eigenbilzen afgebroken en vervangen door een nieuwe boogbrug om een doorvaart van minimaal 9,10 meter mogelijk te maken. Op 18 december 2019 opende de nieuwe brug met een totale overspanning van 128 m en een nuttige breedte van 15,60 m op het smalste punt.